# Sonet 82 (William Szekspir)

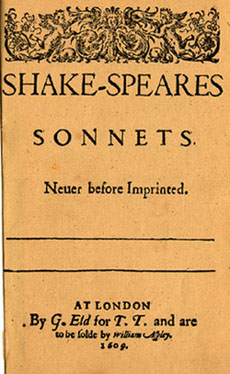
Strona tytułowa pierwszego wydania sonetów Shakespeare’a

Sonet 82 (Ślubu nie brałeś z mą Muzą, przyznaję) – jeden z cyklu sonetów autorstwa Williama Shakespeare’a. Po raz pierwszy został opublikowany w 1609 roku.

## Treść
W sonecie tym podmiot liryczny, którego część badaczy utożsamia z autorem, prowadzi polemikę z rywalizującym poetą, będącym jednocześnie jego konkurentem w walce o uczucia tajemniczego młodzieńca.
Stwierdza jednocześnie, że tylko jego twórczość może dobrze opisać piękno młodego człowieka:
Prostacka farba, która dobra bywa
dla lic bezkrwistych, jest ci obelżywa